# 프랑크푸르트 대공국
프랑크푸르트 대공국은 나폴레옹 시대에 만들어진 독일의 위성국이다.  1810년 프랑크푸르트 자유시와 함께 마인츠 선제후국의 옛 영토가 합쳐지면서 생겨났다.

## 역사
프랑크푸르트는 1806년 신성 로마 제국의 해체와 함께 자유 제국 도시로서의 지위를 잃었다. 이 도시는 마인츠의 전 대주교 카를 테오도르 안톤 마리아 폰 달베르크에게 주어졌고, 프랑크푸르트 공국이 되었다. 1810년 달베르그가 레겐스부르크 공국을 바이에른 왕국에 넘겨줄 것을 강요받았을 때, 달베르그의 남은 영토인 아샤펜부르크, 베츨라르, 풀다, 하나우, 프랑크푸르트는 새로운 프랑크푸르트 대공국에 합병되었다.
대공국의 이름은 프랑크푸르트의 이름을 따서 지어졌지만, 달베르크가 아샤펜부르크에 거주하는 동안 도시는 프랑스 위원들에 의해 관리되었다. 대공국 헌법에 따르면, 달베르그가 사망하면, 나폴레옹의 의붓아들 외젠 드 보아르네가 국가를 상속받게 된다.
1813년 10월 26일 나폴레옹이 라이프치히 전투에서 패배하자 달베르그는 외젠의 편으로 퇴위했다. 대공국은 1813년 12월 연합군이 도시를 점령한 이후 존재하지 않게 되었다. 프랑크푸르트는 다시 자유 도시가 되었지만, 대공국의 영토 대부분은 바이에른 왕국에 합병되었다.